# Ramecourt (Vosges)
Pour les articles homonymes, voir Ramecourt.
Ramecourt est une commune française située dans le département des Vosges en région Grand Est.
Ses habitants sont appelés les Ramecurtiens.

## Géographie

### Localisation
Le village se situe à environ 3 km du chef-lieu de canton Mirecourt. 

### Géologie et relief
Ramecourt est un petit village rural des Vosges, bercé par le ruisseau de Val d'Arol. Il offre aux pécheurs les joies de la pêche à la truite et pour le reste de la famille le plaisir de ses berges exposées au soleil. Les vergers, les parcs destinés au pâturage, les haies et les bosquets offrent un cadre agréable de verdure et de calme champêtre.
Tout est propice à la balade pour découvrir la faune, la flore et les villages voisins. Fond de vallée, flancs de coteaux (la côte de Bulgnéville et le secteur du Haut de Ramecourt), bois et sous-bois, les paysages sont multiples et variés.
La commune se compose de 321,99 hectares de territoires agricoles (99,38 % %) et 2,25 hectares de forêts et milieux semi-naturels  (0,69 %).
Espaces naturels :
- Deux zones naturelles d'intérêt écologique, faunistique et floristique (Znieff) :

Coteaux et vergers de Rouvres-en-Xaintopix à Ramecourt,
Vergers de Mirecourt.

### Hydrographie et les eaux souterraines
Hydrogéologie et climatologie : Système d’information pour la gestion des eaux souterraines du bassin Rhin-Meuse :
Territoire communal : Occupation du sol (Corinne Land Cover); Cours d'eau (BD Carthage),
Géologie : Carte géologique; Coupes géologiques et techniques,
 Hydrogéologie : Masses d'eau souterraine; BD Lisa; Cartes piézométriques.

#### Réseau hydrographique
La commune est située dans le bassin versant du Rhin au sein du bassin Rhin-Meuse. Elle est drainée par le ruisseau du Val d'Arol,.
Le Val d'Arol, d'une longueur totale de 13,9 km, prend sa source dans la commune de Domjulien et se jette dans la Madon à Marcheprime, après avoir traversé neuf communes.

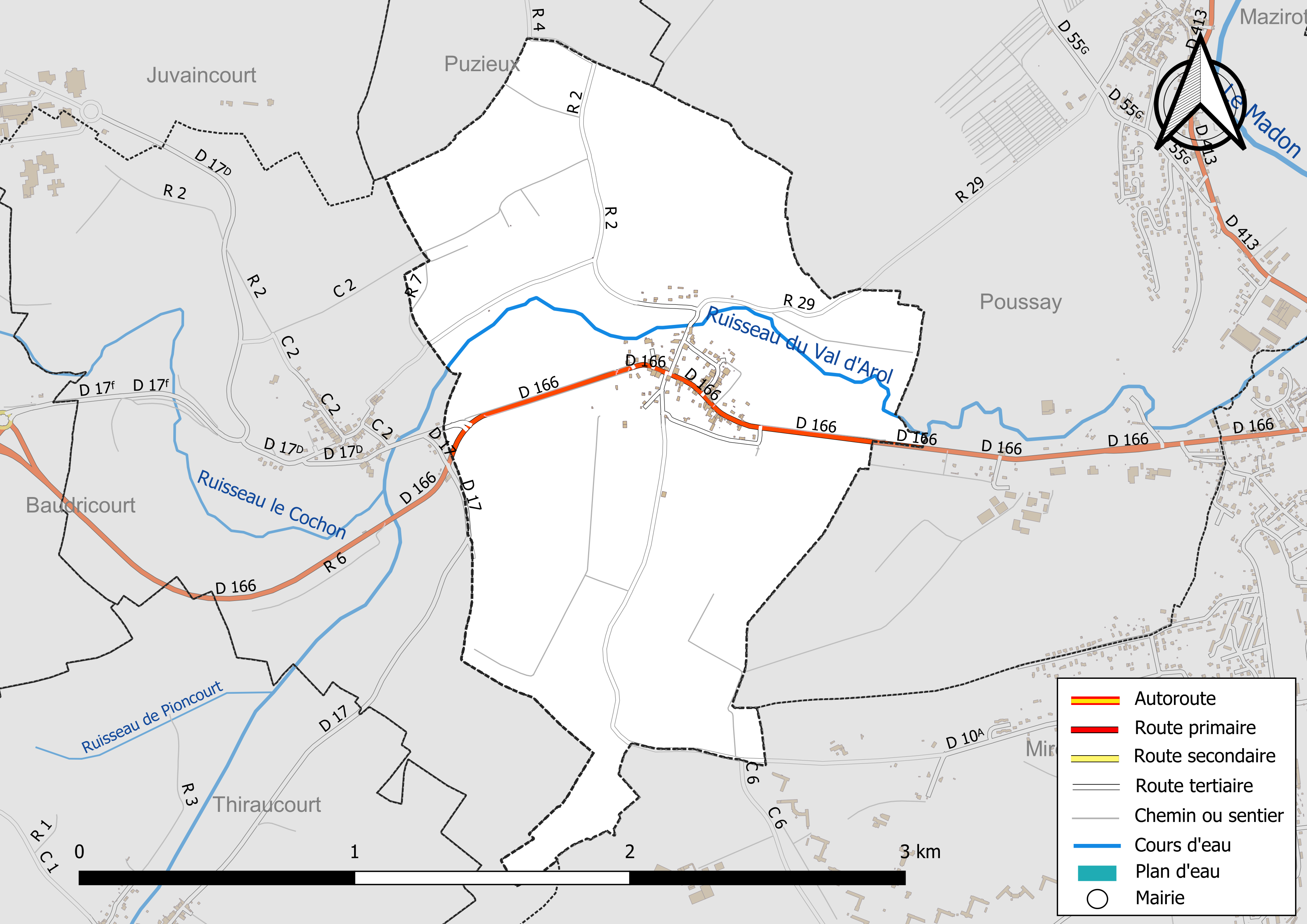
Réseaux hydrographique et routier de Ramecourt.

#### Gestion et qualité des eaux
Le territoire communal est couvert par le schéma d'aménagement et de gestion des eaux (SAGE) « Nappe des Grès du Trias Inférieur ». Ce document de planification, dont le territoire comprend le périmètre de la zone de répartition des eaux de la nappe des Grès du trias inférieur (GTI), d'une superficie de 1 497 km2,  est en cours d'élaboration. L’objectif poursuivi est de stabiliser les niveaux piézométriques de la nappe des GTI et atteindre l'équilibre entre les prélèvements et la capacité de recharge de la nappe. Il doit être cohérent avec les objectifs de qualité définis dans les SDAGE Rhin-Meuse et Rhône-Méditerranée. La structure porteuse de l'élaboration et de la mise en œuvre est le conseil départemental des Vosges.
La qualité des eaux de baignade et des cours d’eau peut être consultée sur un site dédié géré par les agences de l’eau et l’Agence française pour la biodiversité. 

### Climat
Pour des articles plus généraux, voir Climat du Grand Est et Climat des Vosges.
En 2010, le climat de la commune est de type climat des marges montargnardes, selon une étude du Centre national de la recherche scientifique s'appuyant sur une série de données couvrant la période 1971-2000. En 2020, Météo-France publie une typologie des climats de la France métropolitaine dans laquelle la commune est dans une zone de transition entre le climat océanique altéré et le climat océanique altéré et est dans la région climatique  Lorraine, plateau de Langres, Morvan, caractérisée par un hiver rude (1,5 °C), des vents modérés et des brouillards fréquents en automne et hiver. 
Pour la période 1971-2000, la température annuelle moyenne est de 9,7 °C, avec une amplitude thermique annuelle de 16,9 °C. Le cumul annuel moyen de précipitations est de 919 mm, avec 12,9 jours de précipitations en janvier et 9,5 jours en juillet. Pour la période 1991-2020, la température moyenne annuelle observée sur la station météorologique de Météo-France la plus proche, « Mirecourt-inra », sur la commune de Mirecourt à 3 km à vol d'oiseau, est de 10,4 °C et le cumul annuel moyen de précipitations est de 824,3 mm. 
La température maximale relevée sur cette station est de 39,5 °C, atteinte le 25 juillet 2019 ; la température minimale est de −19,5 °C, atteinte le 20 décembre 2009,,. 
Les paramètres climatiques de la commune ont été estimés pour le milieu du siècle (2041-2070) selon différents scénarios d'émission de gaz à effet de serre à partir des nouvelles projections climatiques de référence DRIAS-2020. Ils sont consultables sur un site dédié publié par Météo-France en novembre 2022.

## Urbanisme

### Typologie
Au 1er janvier 2024, Ramecourt est catégorisée commune rurale à habitat dispersé, selon la nouvelle grille communale de densité à sept niveaux définie par l'Insee en 2022.
Elle est située hors unité urbaine. Par ailleurs la commune fait partie de l'aire d'attraction de Mirecourt, dont elle est une commune de la couronne,. Cette aire, qui regroupe 33 communes, est catégorisée dans les aires de moins de 50 000 habitants,.

### Occupation des sols
L'occupation des sols de la commune, telle qu'elle ressort de la base de données européenne d’occupation biophysique des sols Corine Land Cover (CLC), est marquée par l'importance des territoires agricoles (99,3 % en 2018), une proportion sensiblement équivalente à celle de 1990 (99,2 %). La répartition détaillée en 2018 est la suivante : 
terres arables (45,6 %), prairies (33,3 %), zones agricoles hétérogènes (20,3 %), forêts (0,7 %). L'évolution de l’occupation des sols de la commune et de ses infrastructures peut être observée sur les différentes représentations cartographiques du territoire : la carte de Cassini (XVIIIe siècle), la carte d'état-major (1820-1866) et les cartes ou photos aériennes de l'IGN pour la période actuelle (1950 à aujourd'hui).

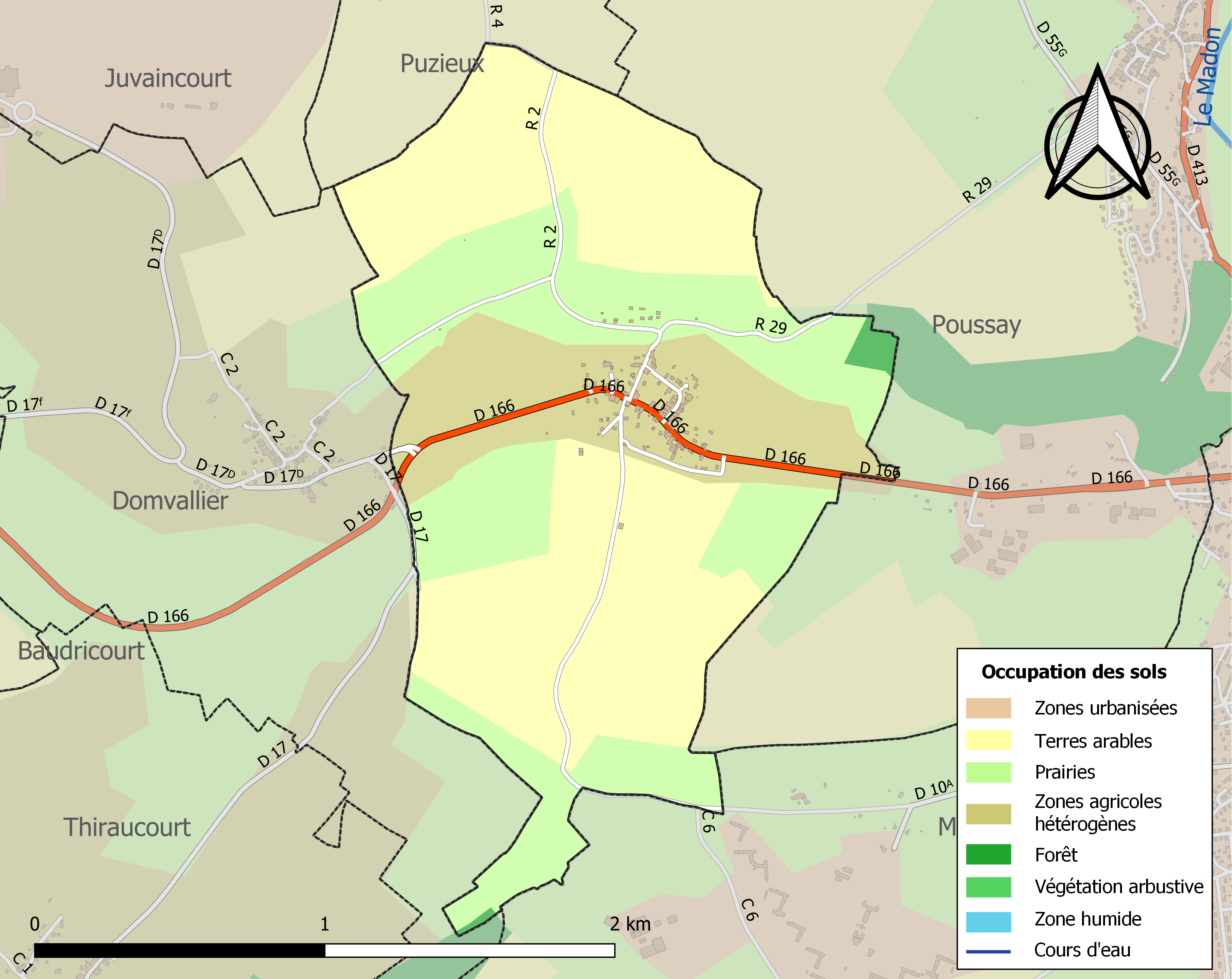
Carte des infrastructures et de l'occupation des sols de la commune en 2018 (CLC).

### Voies de communications et transports

#### Voies routières
- A31 (aussi appelée autoroute de Lorraine-Bourgogne). Échangeurs Châtenois, Bulgnéville.

#### Transports en commun
- Fluo Grand Est.

#### Lignes SNCF
- Gare de Charmes
- Gare de Vittel
- Gare d'Hymont - Mattaincourt

#### Transports aériens
- L'Aéroport d'Épinal-Mirecourt « Vosges Aéroport ».

À partir de l'été 2021, l’aéroport d’Épinal-Mirecourt est devenu le "pélicandrome" de la Zone Est et servira ainsi de base de ravitaillement et d’intervention pour les avions bombardiers d’eau connus sous le nom de Dash 8.

## Toponymie
Le nom de la localité est attesté sous les formes Ramecort (1187) ; Ramecourt (1225) ; ? Rabuecourt (XIVe siècle) ; De Rancuria (1402) ; Romecourt (1594) ; Rammecourt (1628).

## Histoire
Un embranchement de la voie romaine de Langres à Strasbourg passait sur le territoire de la commune. On prétend que l’origine du village remonterait à l’époque de la colonisation romaine. Cependant aucune preuve ne permet de l’affirmer vraiment. Il est cependant certain que le lieu a été occupé à l’époque mérovingienne. Un cimetière mérovingien contenant de multiples tombes et de nombreux objets a été exploré : les trouvailles de ces recherches sont actuellement en dépôt au Musée départemental des Vosges à Épinal.
Le nom du village a connu quelques modifications à travers les siècles : Ramecourt en 1187, Rabuecourt au XIVe siècle, puis Romécourt, Rammecourt et Ramecourt. Sous l’Ancien Régime, Ramecourt appartenait au bailliage de Mirecourt, de la maîtrise de Darney et de la coutume de Lorraine.
S'il faut en croire la tradition, Ramecourt se trouvait autrefois aux « Noires Ruelles » à 200 mètres au sud de sa position actuelle. Comme beaucoup de villages de la région, Ramecourt fut victime du passage des hordes suédoises de la Guerre de Trente Ans. Le village n’était guère riche et la population ne dépassait guère les 60 personnes. La plupart des maisons sont des maisons de manouvriers et d’exploitants agricoles. En 1632, on dénombre deux habitants. Entre 1618 et 1648, un  conflit oppose les princes protestants allemands à l'autorité impériale catholique. Avec l'intervention de la France et de son alliée la Suède le conflit s’étend. 
L'Alsace, les Vosges et la Comté souffrirent du passage des Suédois. Les chefs mercenaires qui étaient à la tête de ces troupes menèrent des actes cruels et dévastateurs : pillages, viols, incendies, tueries étaient leurs actes quotidiens.
Village sans église, Ramecourt dépend pour le spirituel de Domvallier. Il y avait autrefois un oratoire dans lequel Madame de Tavagny avait fondé une messe haute le premier jeudi de chaque mois, moyennant une rente de 50 francs.
Longtemps, les mères de famille eurent pour activité la dentelle. On recense au village au milieu du XIXe siècle environ trente dentelières. Les femmes du village travaillaient pour les Demoiselles Villard et Monsieur Armand. Elles pratiquent la dentelle et la broderie. La spécialité est le point de Venise à l’aiguille. Les dentelles sont envoyées à Paris.
La morphologie du village n’a que peu évolué durant deux siècles. Toutefois, l’apparition de nouvelles maisons apporte beaucoup de changement. Celles-ci ne respectent pas la typologie traditionnelle des maisons lorraines. Cette différence se fait à tous niveaux, mode d’implantation, occupation des parcelles, volumes, styles...
La densification du village se fait aux dépens des entités foncières autrefois réservées à la culture potagère et des vergers.

### Héraldique
Commune sans blason.

## Politique et administration

### Découpage territorial
Par arrêté préfectoral du 15 septembre 2023, la commune est retirée le 1er janvier 2024 de l'arrondissement d'Épinal et rattachée à l'arrondissement de Neufchâteau.

### Liste des maires
| Période                                  | Période    | Identité                                    | Étiquette | Qualité |
| ---------------------------------------- | ---------- | ------------------------------------------- | --------- | ------- |
| Les données manquantes sont à compléter. |            |                                             |           |         |
| avant 1876                               | 1896       | Jean-François Noël (1830-1895)              |           |         |
| 1896                                     | 1900       | Paul Nicolas Gascard (1850-1902)            |           |         |
| 1900                                     | 1904       | Joseph Émile Noël (1860-1934)               |           |         |
| 1904                                     | 1907       | Émile François Joseph Noël (1863-1907)      |           |         |
| 1907                                     | 1909       | Auguste François Albert Laforge (1845-1909) |           |         |
| 1909                                     | 1918       | Joseph Ernest Dié (1845-1920)               |           |         |
| 1918                                     | 1924       | Charles Jean-Baptiste Maucotel (1864-1943)  |           |         |
| 1924                                     | 1945       | Isidore Ernest Dié (1878-1966)              |           |         |
| 1945                                     | mars 1965  | Georges Collin (1902-1985)                  |           |         |
| mars 1965                                | mars 1977  | Lucien Magnière (1913-1985)                 |           |         |
| mars 1977                                | juin 1995  | Daniel Colas                                |           |         |
| juin 1995                                | avril 2014 | Robert Maucotel                             |           |         |
| avril 2014                               | En cours   | Laurent Comesse                             |           | [ 25 ]  |

### Budget et fiscalité 2023

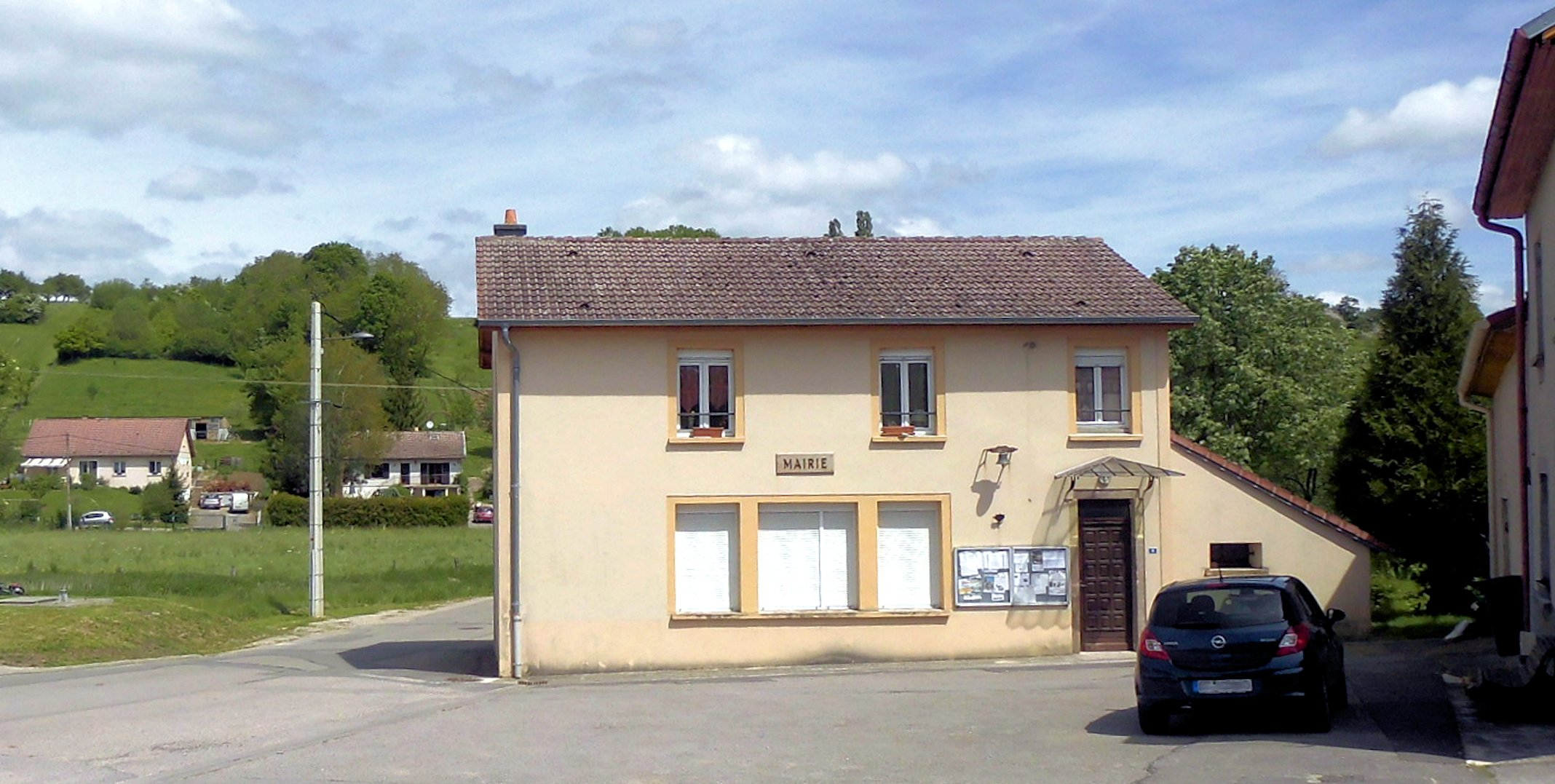
La mairie.

En 2023, le budget de la commune était constitué ainsi :
- total des produits de fonctionnement : 123 000 €, soit 681 € par habitant ;
- total des charges de fonctionnement : 67 000 €, soit 319 € par habitant ;
- total des ressources d'investissement : 13 000 €, soit 71 € par habitant ;
- total des emplois d'investissement : 2 000 €, soit 12 € par habitant ;
- endettement : 0 €, soit 2 € par habitant.

Avec les taux de fiscalité suivants :
- taxe d'habitation : 23,23 % ;
- taxe foncière sur les propriétés bâties : 41,15 % ;
- taxe foncière sur les propriétés non bâties : 27,12 % ;
- taxe additionnelle à la taxe foncière sur les propriétés non bâties : 0,00 % ;
- cotisation foncière des entreprises : 0,00 %.

Chiffres clés Revenus et pauvreté des ménages en 2021 : médiane en 2021 du revenu disponible, par unité de consommation : 22 780 €.

## Économie

### Entreprises et commerces

#### Commerces
- Commerces et services de proximité[28].

## Population et société

### Démographie

#### Évolution démographique
L'évolution du nombre d'habitants est connue à travers les recensements de la population effectués dans la commune depuis 1793. Pour les communes de moins de 10 000 habitants, une enquête de recensement portant sur toute la population est réalisée tous les cinq ans, les populations de référence des années intermédiaires étant quant à elles estimées par interpolation ou extrapolation. Pour la commune, le premier recensement exhaustif entrant dans le cadre du nouveau dispositif a été réalisé en 2006.

En 2022, la commune comptait 148 habitants, en évolution de −20,43 % par rapport à 2016 (Vosges : −2,96 %, France hors Mayotte : +2,11 %).
| 1793 | 1800 | 1806 | 1821 | 1831 | 1836 | 1841 | 1846 | 1856 |
| ---- | ---- | ---- | ---- | ---- | ---- | ---- | ---- | ---- |
| 147  | 174  | 193  | 171  | 211  | 229  | 230  | 239  | 210  |

| 1861 | 1866 | 1876 | 1881 | 1886 | 1891 | 1896 | 1901 | 1906 |
| ---- | ---- | ---- | ---- | ---- | ---- | ---- | ---- | ---- |
| 212  | 203  | 207  | 187  | 182  | 175  | 167  | 164  | 164  |

| 1911 | 1921 | 1926 | 1931 | 1936 | 1946 | 1954 | 1962 | 1968 |
| ---- | ---- | ---- | ---- | ---- | ---- | ---- | ---- | ---- |
| 171  | 120  | 127  | 141  | 158  | 167  | 197  | 198  | 185  |

| 1975 | 1982 | 1990 | 1999 | 2006 | 2011 | 2016 | 2021 | 2022 |
| ---- | ---- | ---- | ---- | ---- | ---- | ---- | ---- | ---- |
| 186  | 161  | 159  | 175  | 171  | 165  | 186  | 162  | 148  |

### Enseignement
Établissements d'enseignements :
- Écoles maternelles et primaires à Poussay, Mirecourt, Baudricourt, Mattaincourt.
- Collèges à Mirecourt, Dompaire, Charmes, Vittel, Mandres-sur-Vair.
- Lycées à Mirecourt, Mandres-sur-Vair, Contrexéville, Harol.

### Santé
Professionnels et établissements de santé :
- Médecins à Mirecourt, Mattaincourt, Diarville, Remoncourt, Gironcourt-sur-Vraine, Dompaire.
- Pharmacies à Mirecourt, Mattaincourt, Diarville, Remoncourt, Gironcourt-sur-Vraine, Dompaire.
- Hôpitaux à Mirecourt, Mattaincourt, Charmes, Vittel, Ville-sur-Illon.

### Cultes
- Culte catholique, Paroisse Saint-Pierre-Fourier[35], Diocèse de Saint-Dié. Commune sans église.

## Lieux et monuments
- Château du Val appelé aussi le Château de Ramecourt.
- Le village s'est doté de deux aires de pique-nique, l'une en centre village, l'autre au bord de la rivière, le Val d'Arol.
- Un sentier de randonnées permet de découvrir les paysages des alentours[36]. Des panneaux didactiques, mis en place au printemps 2007, fournissent des renseignements sur la faune et la flore locale[37],[38].
- Patrimoine rural recensé par le service régional de l'Inventaire général du patrimoine culturel[39].
- Monuments commémoratifs[40],[41].

## Personnalités liées à la commune
- Les ancêtres de Victor Hugo[42] :

* Les décès de Jean Hugo et de son épouse Catherine Mansuy - arrière-grands-parents du général Joseph Léopold Sigisbert Hugo (1773-1828), père de Victor Hugo (1802-1885) - sont mentionnés sur les registres paroissiaux de Domvallier en novembre et décembre 1731.
* Jean Hugo - laboureur à Ramecourt - était né en 1648 à Vaudémont et s'y était marié en 1673 avec Catherine Mansuy, originaire de Xirocourt. Le couple est venu s'installer à Ramecourt vers 1700 après avoir séjourné quelque temps à Baudricourt où Pierre, le dernier de leurs huit enfants connus, a été baptisé le 24 décembre 1693.
* De leur fils - Jean Philippe, marié avec Catherine Grandmaire - naîtra Joseph Hugo (1727-1799), père du général Hugo.
* Une famille Hugo avait déjà résidé à Ramecourt antérieurement. Le 20 août 1631, Claudon Hugo, dit le Hollandais, signait un contrat avec la ville de Mirecourt pour enterrer les morts de la peste. Il résidait alors chez son oncle paternel François Hugo de Ramecourt.
Claudon Hugo a longtemps été considéré - à tort - comme un ancêtre direct de Victor Hugo.
- Joseph Die, 9°infanterie légère, Médaillé de Sainte-Hélène[43].

## Pour approfondir